# Lakeside (circonscription électorale)
Pour les articles homonymes, voir Lakeside (homonymie).
Circonscription électorale provinciale du Canada
Lakeside est une circonscription électorale provinciale du Manitoba (Canada).
De 1949 à 1958, la circonscription est représentée par le premier ministre libéral-progressiste Douglas Lloyd Campbell.

## Liste des députés
| Lakeside | Lakeside                 | Lakeside                  | Lakeside        | Lakeside    | Lakeside |
| Nom      | Nom                      | Parti                     | Mandat          | Législature |          |
| -------- | ------------------------ | ------------------------- | --------------- | ----------- | -------- |
|          | Kenneth McKenzie         | Libéral                   | 1886 - 1888     | 6e          |          |
|          | Kenneth McKenzie         | Libéral                   | 1888 - 1892     | 7e          |          |
|          | John Gunion Rutherford   | Libéral                   | 1892 - 1896     | 8e          |          |
|          | James MacKenzie          | Libéral                   | 1896 - 1899     | 9e          |          |
|          | James MacKenzie          | Libéral                   | 1899 - 19031886 | 10e         |          |
|          | Edwin D. Lynch           | Conservateur              | 1903 - 1907     | 11e         |          |
|          | Edwin D. Lynch           | Conservateur              | 1907 - 1910     | 12e         |          |
|          | Charles Duncan McPherson | Libéral                   | 1910 - 1914     | 13e         |          |
|          | John J. Garland          | Conservateur              | 1914 - 1915     | 14e         |          |
|          | Charles Duncan McPherson | Libéral                   | 1915 - 1920     | 15e         |          |
|          | Charles Duncan McPherson | Libéral                   | 1920 - 1922     | 16e         |          |
|          | Douglas Lloyd Campbell   | Progressiste              | 1922 - 1927     | 17e         |          |
|          | Douglas Lloyd Campbell   | Progressiste              | 1927 - 1932     | 18e         |          |
|          | Douglas Lloyd Campbell   | Libéral-progressiste      | 1932 - 1936     | 19e         |          |
|          | Douglas Lloyd Campbell   | Libéral-progressiste      | 1936 - 1941     | 20e         |          |
|          | Douglas Lloyd Campbell   | Libéral-progressiste      | 1941 - 1945     | 21e         |          |
|          | Douglas Lloyd Campbell   | Libéral-progressiste      | 1945 - 1949     | 22e         |          |
|          | Douglas Lloyd Campbell   | Libéral-progressiste      | 1949 - 1953     | 23e         |          |
|          | Douglas Lloyd Campbell   | Libéral-progressiste      | 1953 - 1958     | 24e         |          |
|          | Douglas Lloyd Campbell   | Libéral-progressiste      | 1958 - 1959     | 25e         |          |
|          | Douglas Lloyd Campbell   | Libéral-progressiste      | 1959 - 1961     | 26e         |          |
|          | Douglas Lloyd Campbell   | Libéral                   | 1961 - 1962     | 26e         |          |
|          | Douglas Lloyd Campbell   | Libéral                   | 1962 - 1966     | 27e         |          |
|          | Douglas Lloyd Campbell   | Libéral                   | 1966 - 1969     | 28e         |          |
|          | Harry Enns               | Progressiste-conservateur | 1969 - 1973     | 29e         |          |
|          | Harry Enns               | Progressiste-conservateur | 1973 - 1977     | 30e         |          |
|          | Harry Enns               | Progressiste-conservateur | 1977 - 1981     | 31e         |          |
|          | Harry Enns               | Progressiste-conservateur | 1981 - 1986     | 32e         |          |
|          | Harry Enns               | Progressiste-conservateur | 1986 - 1988     | 33e         |          |
|          | Harry Enns               | Progressiste-conservateur | 1988 - 1990     | 34e         |          |
|          | Harry Enns               | Progressiste-conservateur | 1990 - 1995     | 35e         |          |
|          | Harry Enns               | Progressiste-conservateur | 1995 - 1999     | 36e         |          |
|          | Harry Enns               | Progressiste-conservateur | 1999 - 2003     | 37e         |          |
|          | Ralph Eichler            | Progressiste-conservateur | 2003 - 2007     | 38e         |          |
|          | Ralph Eichler            | Progressiste-conservateur | 2007 - 2011     | 39e         |          |
|          | Ralph Eichler            | Progressiste-conservateur | 2011 - 2016     | 40e         |          |
|          | Ralph Eichler            | Progressiste-conservateur | 2016 - 2019     | 41e         |          |
|          | Ralph Eichler            | Progressiste-conservateur | 2019 - 2023     | 42e         |          |
|          | Trevor King (en)         | Progressiste-conservateur | 2023 - présent  | 43e         |          |